# Джонатан дос Сантос
Джонатан дос Сантос (ісп. Jonathan dos Santos, нар. 26 квітня 1990, Монтеррей) — мексиканський футболіст, півзахисник «Лос-Анджелес Гелаксі» та національної збірної Мексики. Молодший брат Джовані дос Сантоса.

## Клубна кар'єра
Народився 26 квітня 1990 року в місті Монтеррей. Починав займатися футболом у Мексиці, 2002 року переїхав до Іспанії, де продовжив разом з братом Джовані навчання у футбольній академії «Барселони» «Ла Масія».

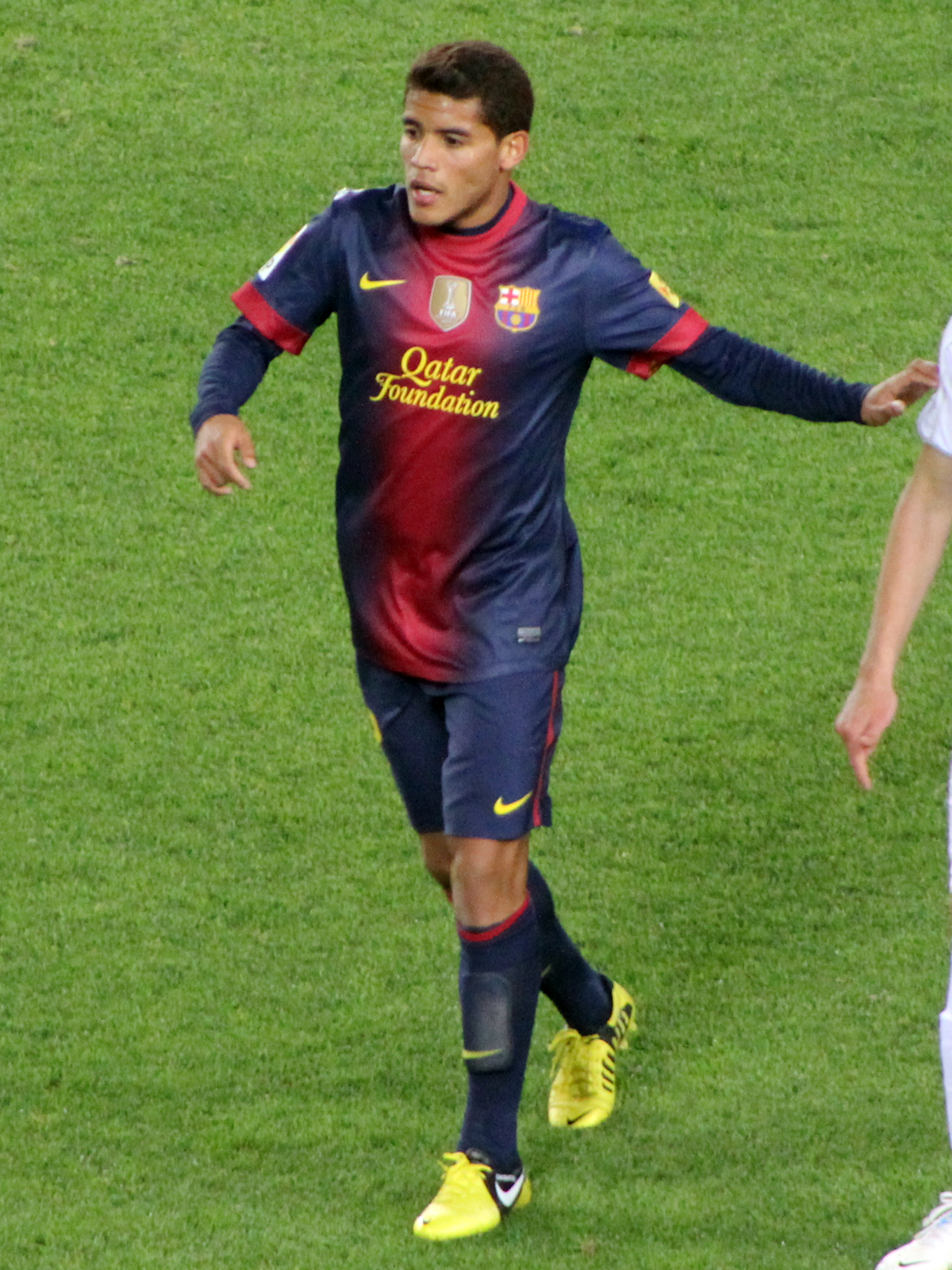
Джонатан дос Сантос під час виступів за «Барселону». 28 листопада 2012 року.

У дорослому футболі дебютував 2009 року виступами за команду «Барселона Б», водночас інколи став залучатись до матчів основної команди «Барселони». Відіграв за каталонський клуб наступні п'ять сезонів своєї ігрової кар'єри, вигравши з командою низку національних та міжнародних трофеїв, проте основним гравцем так і не став.
9 липня 2014 року підписав чотирирічний контракт з «Вільярреалом», де став виступати разом з братом. Відіграв за вільярреальський клуб три сезони, взявши участь у 88 матчах в національному чемпіонаті.
В кінці липня 2017 року Джонатан перейшов в клуб з MLS «Лос-Анджелес Гелаксі», де знову возз'єднався з Джовані. Як і брат він отримав контракт за правилом Бекхема поза стелі зарплат. Сума трансферу за відомостями сайту Goal.com склала $5 млн. Станом на 10 червня 2018 року відіграв за команду з Лос-Анджелеса 20 матчів в національному чемпіонаті.

## Виступи за збірну
30 жовтня 2009 року дебютував в офіційних матчах у складі національної збірної Мексики в товариській грі проти збірної Колумбії (1:2), замінивши Патрісіо Араухо на 72 хвилині.
У складі збірної був учасником розіграшу Золотого кубка КОНКАКАФ 2015 року у США та Канаді, на якому став переможцем турніру. Згодом був учасником Кубка конфедерацій 2017 року, ставши з командою четвертим на турнірі, а також чемпіонату світу 2018 року у Росії.
На аналогічному турнірі 2019 року здобув свій другий титул чемпіона Північної Америки.
| Дата       | Місто           | Господарі  | Результат             | Гості                | Турнір                            | Голи | Примітки |
| ---------- | --------------- | ---------- | --------------------- | -------------------- | --------------------------------- | ---- | -------- |
| 30-9-2009  | Даллас          | Мексика    | 1 – 2                 | Колумбія             | товариський матч                  | -    | 72'      |
| 3-3-2010   | Лос-Анджелес    | Мексика    | 2 – 0                 | Нова Зеландія        | товариський матч                  | -    | 61'      |
| 17-3-2010  | Торреон         | Мексика    | 2 – 1                 | Північна Корея       | товариський матч                  | -    | 70'      |
| 26-5-2010  | Фрайбург        | Нідерланди | 2 – 1                 | Мексика              | товариський матч                  | -    | 88'      |
| 30-5-2010  | Байройт         | Гамбія     | 1 – 5                 | Мексика              | товариський матч                  | -    |          |
| 29-2-2012  | Маямі-Ґарденс   | Мексика    | 0 – 2                 | Колумбія             | товариський матч                  | -    | 46'      |
| 12-11-2014 | Амстердам       | Нідерланди | 2 – 3                 | Мексика              | товариський матч                  | -    | 82'      |
| 18-11-2014 | Борисов (місто) | Білорусь   | 3 – 2                 | Мексика              | товариський матч                  | -    | 80'      |
| 31-3-2015  | Канзас-Сіті     | Мексика    | 1 – 0                 | Парагвай             | товариський матч                  | -    | 78'      |
| 27-6-2015  | Орландо         | Мексика    | 2 – 2                 | Коста-Рика           | товариський матч                  | -    | 78'      |
| 1-7-2015   | Х'юстон         | Мексика    | 0 – 0                 | Гондурас             | товариський матч                  | -    | 76'      |
| 9-7-2015   | Чикаго          | Мексика    | 6 – 0                 | Куба                 | Кубок КОНКАКАФ 2015 - 1-й етап    | -    | 56'      |
| 12-7-2015  | Глендейл        | Гватемала  | 0 – 0                 | Мексика              | Кубок КОНКАКАФ 2015 - 1-й етап    | -    | 87'      |
| 15-7-2015  | Шарлотт         | Мексика    | 4 – 4                 | Тринідад і Тобаго    | Кубок КОНКАКАФ 2015 - 1-й етап    | -    | 66'      |
| 19-7-2015  | Іст-Ратерфорд   | Мексика    | 1 – 0 д.ч.            | Коста-Рика           | Кубок КОНКАКАФ 2015 - чвертьфінал | -    | 111'     |
| 22-7-2015  | Атланта         | Панама     | 1 – 2 д.ч.            | Мексика              | Кубок КОНКАКАФ 2015 - півфінал    | -    |          |
| 26-7-2015  | Філадельфія     | Ямайка     | 1 – 3                 | Мексика              | Кубок КОНКАКАФ 2015 - Фінал       | -    |          |
| 13-10-2015 | Толука-де-Лердо | Мексика    | 1 – 0                 | Панама               | товариський матч                  | -    | 46'      |
| 16-11-2016 | Панама          | Панама     | 0 – 0                 | Мексика              | Відбір до ЧС 2018                 | -    |          |
| 25-3-2017  | Мехіко          | Мексика    | 2 – 0                 | Коста-Рика           | Відбір до ЧС 2018                 | -    |          |
| 27-5-2017  | Лос-Анджелес    | Мексика    | 1 – 2                 | Хорватія             | товариський матч                  | -    | 46'      |
| 2-6-2017   | Іст-Ратерфорд   | Мексика    | 3 – 1                 | Ірландія             | товариський матч                  | -    | 58'      |
| 9-6-2017   | Мехіко          | Мексика    | 3 – 0                 | Гондурас             | Відбір до ЧС 2018                 | -    |          |
| 12-6-2017  | Мехіко          | Мексика    | 1 – 1                 | США                  | Відбір до ЧС 2018                 | -    | 77'      |
| 18-6-2017  | Казань          | Португалія | 2 – 2                 | Мексика              | Кубок Конфедерацій                | -    |          |
| 24-6-2017  | Казань          | Мексика    | 2 – 1                 | Росія                | Кубок Конфедерацій                | -    |          |
| 29-6-2017  | Сочі            | Німеччина  | 4 – 1                 | Мексика              | Кубок Конфедерацій                | -    | 66'      |
| 2-7-2017   | Москва          | Португалія | 2 – 1 д.ч.            | Мексика              | Кубок Конфедерацій                | -    | 80'      |
| 5-9-2017   | Сан-Хосе        | Коста-Рика | 1 – 1                 | Мексика              | Відбір до ЧС 2018                 | -    |          |
| 10-10-2017 | Сан-Педро-Сула  | Гондурас   | 3 – 2                 | Мексика              | Відбір до ЧС 2018                 | -    | 41' 46'  |
| 10-11-2017 | Брюссель        | Бельгія    | 3 – 3                 | Мексика              | товариський матч                  | -    | 90+1'    |
| 13-11-2017 | Гданськ         | Польща     | 0 – 1                 | Мексика              | товариський матч                  | -    | 74'      |
| 31-1-2018  | Сан-Антоніо     | Мексика    | 1 – 0                 | Боснія і Герцеговина | товариський матч                  | -    | 46'      |
| 29-5-2018  | Пасадена        | Мексика    | 0 – 0                 | Уельс                | товариський матч                  | -    | 61'      |
| 3-6-2017   | Мехіко          | Мексика    | 1 – 0                 | Шотландія            | товариський матч                  | -    | 57'      |
| 9-6-2018   | Брондбю         | Данія      | 2 – 0                 | Мексика              | товариський матч                  | -    | 60'      |
| 2-7-2018   | Самара          | Бразилія   | 2 – 0                 | Мексика              | ЧС 2018 - 1/8 фіналу              | -    | 55'      |
| 7-9-2018   | Лос-Анджелес    | Мексика    | 1 – 4                 | Уругвай              | товариський матч                  | -    | 46'      |
| 27-3-2019  | Санта-Клара     | Мексика    | 4 – 2                 | Парагвай             | товариський матч                  | 1    |          |
| 11-6-2019  | Арлінгтон       | Мексика    | 3 – 2                 | Еквадор              | товариський матч                  | 1    |          |
| 19-6-2019  | Денвер          | Мексика    | 3 – 1                 | Канада               | Кубок КОНКАКАФ 2019 - 1-й етап    | -    | 73'      |
| 23-6-2019  | Шарлотт         | Мартиніка  | 2 – 3                 | Мексика              | Кубок КОНКАКАФ 2019 - 1-й етап    | -    | 67'      |
| 29-6-2019  | Х'юстон         | Мексика    | 1 – 1 д.ч. (5-4 п.п.) | Коста-Рика           | Кубок КОНКАКАФ 2019 - чвертьфінал | -    | 34' 90'  |
| 3-7-2019   | Глендейл        | Гаїті      | 0 – 1 д.ч.            | Мексика              | Кубок КОНКАКАФ 2019 - півфінал    | -    | 105'     |
| 7-7-2019   | Чикаго          | Мексика    | 1 – 0                 | США                  | Кубок КОНКАКАФ 2019 - Фінал       | 1    |          |
| 10-9-2019  | Сан-Антоніо     | Аргентина  | 4 – 0                 | Мексика              | товариський матч                  | -    |          |
| Усього     |                 | Матчів     | 46                    |                      | Голів                             | 3    |          |

### Статистика клубних виступів

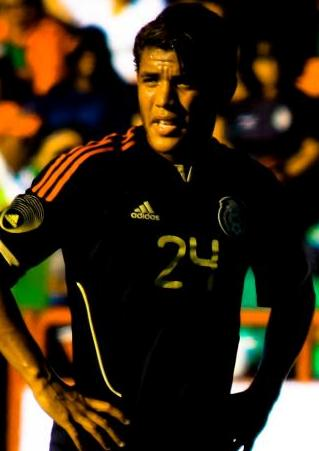
Джонатан дос Сантос у формі національної збірної Мексики. 15 червня 2011 року.

## Титули і досягнення
- Володар Золотого кубка КОНКАКАФ (2): 2015, 2019
- Срібний призер Золотого кубка КОНКАКАФ (1): 2021
- Чемпіон Іспанії (3):

«Барселона»: 2009-10, 2010-11, 2012–13
- Володар Кубка Іспанії (1):

«Барселона»: 2011-12
- Володар Суперкубка Іспанії (4):

«Барселона»: 2009, 2010, 2011, 2013
- Володар Суперкубка УЄФА (2):

«Барселона»: 2009, 2011
- Переможець Ліги чемпіонів УЄФА (1):

«Барселона»: 2010-11
- Клубний чемпіон світу (2):

«Барселона»: 2009, 2011